# ポポラマーマ

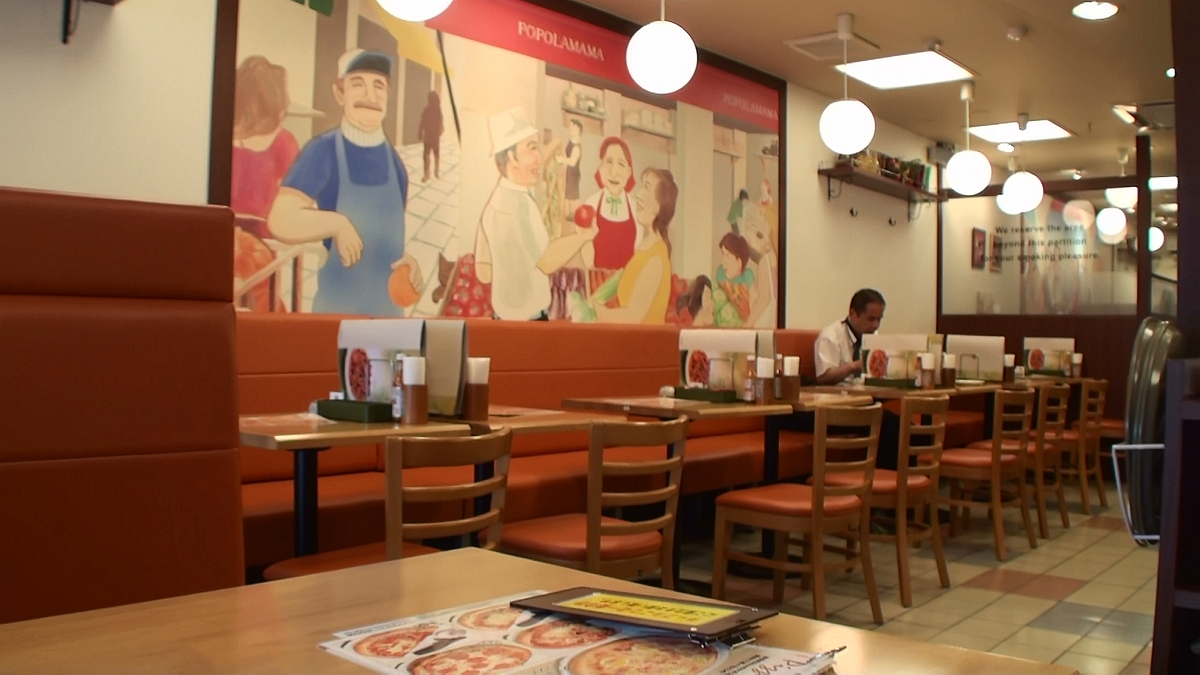
店内

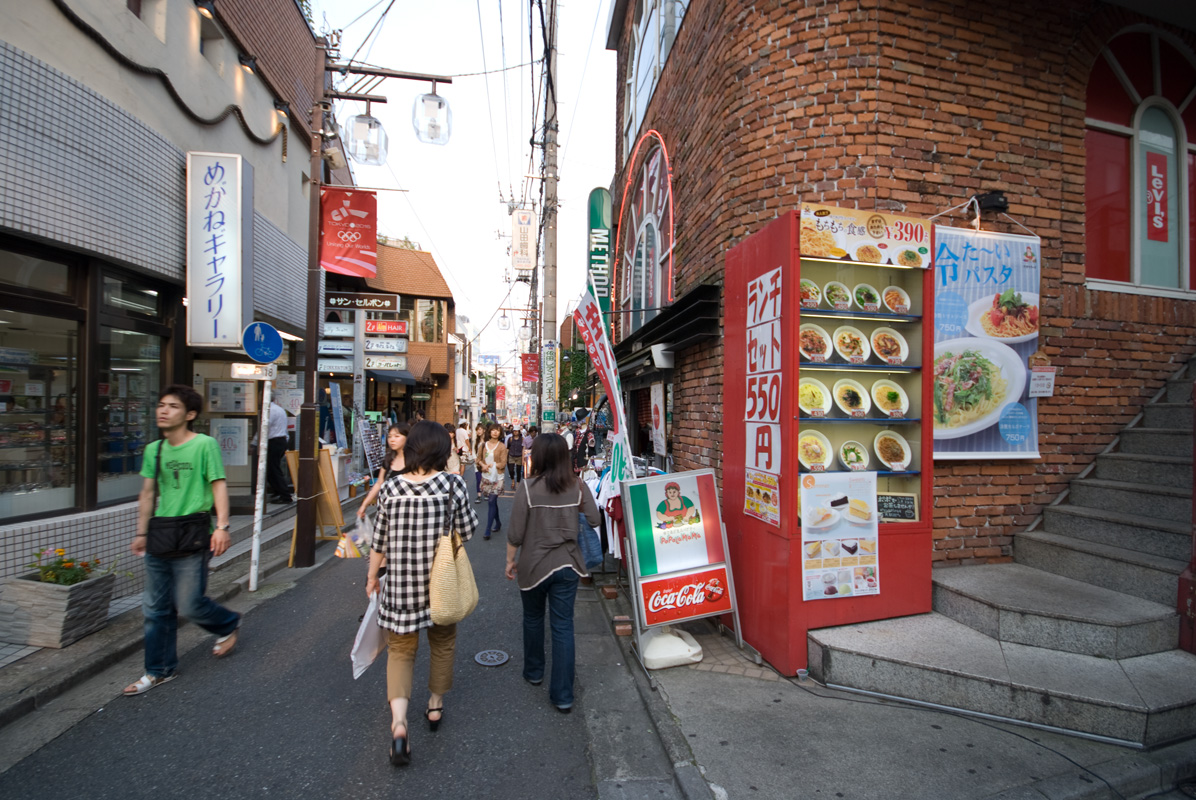
下北沢店

ポポラマーマ（Popolamama）は日本のイタリアン・ファミリーレストランチェーン、およびその運営会社である株式会社ポポラマーマ。
「ポポラマーマ」とは、イタリア語で「一般大衆」、「流行の」を意味する「popolare」と家庭の象徴「mama」を組み合わせた言葉であり、商標となっている。

## 概要
1994年創業し、1995年に株式会社ポポラーレを設立。2008年には株式会社ポポラマーマに社名変更した。
ゆであげ生パスタ専門店「ポポラマーマ」は国内118店舗、海外3店舗の計121店舗のチェーンストアを有する。40種以上のパスタのメニューを揃える。パスタは、同社の資格制度により与えられる称号「パスタイオ（Pastaio）」（イタリア語でパスタ職人の意である）によって調理されている。

## 沿革
- 1994年12月3日 - 東京都江戸川区東葛西にゆであげスパゲティ専門店の1号店『ポポーネ（現：ポポラマーマ葛西駅前店）』を創業。
- 1995年8月7日 - 資本金1500万円で、株式会社ポポラーレ設立。
- 1999年 - 店舗数10店舗突破。
- 2001年 - 店舗数20店舗突破。
- 2002年 - 店舗数30店舗突破。
- 2003年 - 店舗数40店舗突破。
- 2004年 - 店舗数50店舗突破。
- 2005年 - 店舗数60店舗突破。
- 2006年 - スパゲティの製造および販売を目的とした株式会社生パスタ工房を設立。
- 2006年 - 『夢ある街の鯛焼きやさん』にフランチャイズ加盟。
- 2006年 - 店舗数70店舗突破。
- 2006年 - ジェーシー・コムサと資本提携。
- 2007年 - 店舗数90店舗突破。
- 2007年 - 新潟地区に1号店をオープン。
- 2007年 - 北海道地区に1号店をオープン。
- 2007年 - 新規事業『スイーツ&パスタカフェ アンジェ』を千葉県内にオープン。
- 2008年 - 株式会社ポポラマーマに社名変更。
- 2008年 - 店舗数110店舗突破。
- 2008年 - 九州地区に1号店をオープン。

## コラボレーション
- にじさんじ 周央サンゴ - 2025年[4]